# コンピュータネットワーク
コンピュータネットワーク（英: computer network）は、複数のコンピュータを接続する技術。または、接続されたシステム全体。コンピュータシステムにおける「通信インフラ」自体、あるいは通信インフラによって実現される接続や通信の総体が（コンピュータ）ネットワークである、とも言える。

## 規模による分類
コンピュータネットワークの分類法のひとつに、その規模によって分類する手法がある。LAN (Local Area Network)、WAN (Wide Area Network)、MAN (Metropolitan Area Network)などがある。
任意の2ノード間の最悪遅延は規模に依存するため、遅延が重要なシステムでは規模を考慮した作り込みと調整により Quality of Service (QoS) を達成しなければならない。
Controller Area Network は、そのQoSにいわゆるハードリアルタイム性が要求されるという点が特殊である。自動車や船舶などといったヴィークル類の内部、産業用ロボット群などを対象としたネットワークである。

### Personal Area Network (PAN)
Personal Area Network (PAN) は、個人の持つコンピュータ機器間の通信を行うネットワークである。例えば、プリンター、ファクシミリ、電話、PDA、走査（スキャン）などが接続される。PANの典型的な大きさは、せいぜい直径9メートル以内である。
PANの物理的接続にはUSBやFireWireが使われる。無線PAN (WPAN) もあり、IrDAやBluetoothが接続に使われる。

### Local Area Network (LAN)

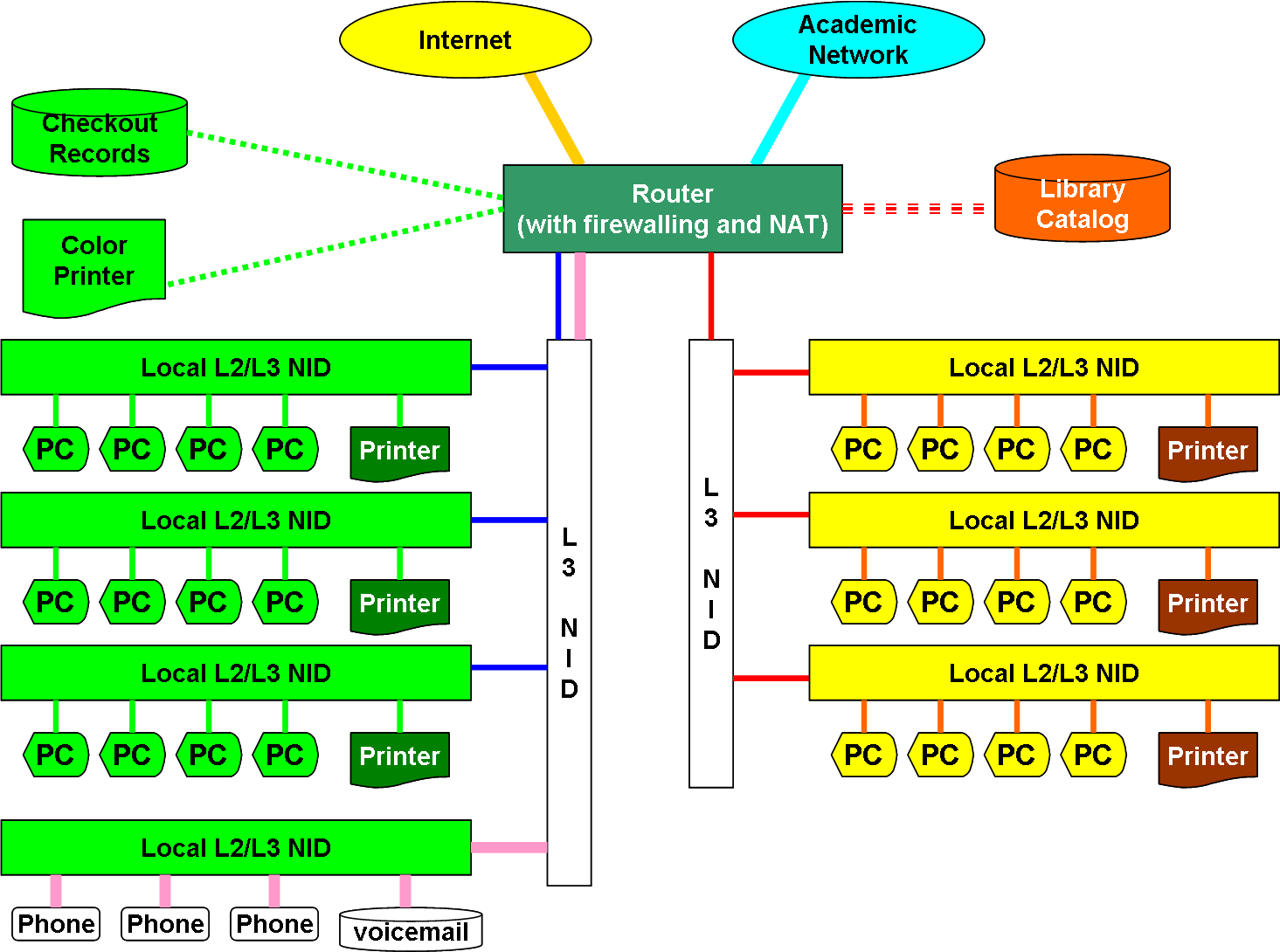
典型的な図書館ネットワーク。ツリー構成で、リソースへのアクセスは制御されている。

個人の家、オフィス、ビルなど、おおよそ単一の建物の範囲をカバーするネットワークである。現在では、ほとんどのLANはイーサネット技術に基づいている。右図は典型的な図書館のコンピュータネットワークである。図書館には有線や無線のLANがあり、各種機器（プリンターやサーバ）を相互接続すると共に、インターネットにも接続している。
図書館員用のコンピュータ（黄緑部分）はカラープリンターが使え、貸し出し記録にアクセスでき、学術ネットワークとインターネットにもアクセスできる。利用者用コンピュータはインターネットと図書目録にアクセスできる。ワークグループ毎にローカルなプリンターが接続されている。これらプリンタは他のワークグループからはアクセスできない。接続する線の色はサブネットを表しており、各相互接続機器は異なるサブネットを接続しているため、ネットワーク層（第3層）で動作する必要がある。図書館員向けにVoIPネットワークも構築されている。
LAN を WAN (Wide Area Network) と比較すると、データ転送レートは高く、地理的なカバー範囲が狭い。イーサネットは現在では10ギガビット・イーサネットまで存在する。IEEEでは、100ギガビットや40ギガビットの標準化が検討されている。低速な通信路を複数束ねて、高速な転送レートの通信路にする方式として逆マルチプレクサがある。例えば、1ギガビットのインタフェースを4つ束ねて4ギガビットにする。

### Campus Area Network (CAN)
Campus Area Network (CAN) は複数のLANを相互接続したネットワークであり、大学のキャンパス、工場、軍の基地などといった、近接する複数の建物の範囲をカバーする（遠隔地にあるLANの相互接続はCANではない）。キャンパスネットワークとも呼ぶ。
MAN (Metropolitan Area Network) の一種と見ることもできるが、典型的なMANよりもカバーする範囲が狭いと言える。通常、そのキャンパス（敷地・構内）を管理する組織がCANのすべてのネットワークの管理を行う。これに対しMANでは複数の組織が所有もしくは管理するネットワークが組み合わされる場合がある。
地理的に連続な地域をカバーするネットワークを論じる際に使われる用語である。かつては、ルーターよりもレイヤ2スイッチが安価であり、大学のキャンパスはレイヤ2スイッチでネットワークを組むのにちょうどよい規模だった。しかし、接続されるノード数が増えたため、現在ではルーターやブリッジなどが複数混在するネットワークになっている。「キャンパススイッチ」と呼ばれるネットワーク機器は、各種イーサネット規格に対応している傾向があり、WANインタフェースを混在していることは少ない。

### Metropolitan Area Network (MAN)
LANやCAN同士を相互接続したネットワーク。1つの都市全域より広い範囲をカバーすることはない。MANの構築には各種ルーター、スイッチ、ハブが使われる。

### Wide Area Network (WAN)
広い範囲をカバーするネットワークであり、通信業者の提供するインフラを使うことが多い。WANの技術の大半は、OSI参照モデルの下位3層（物理層、データリンク層、ネットワーク層）で機能する。

### Global Area Network (GAN)
Global Area Network (GAN) は、いくつかの団体が定義しようとしている概念であり、まだ広く認知された定義は存在しない。一般に GAN は多数の無線LANアクセスポイントや通信衛星などを使って、移動体通信を広範囲に行うことを意味する。この場合に課題となっているのは、利用者があるアクセスポイントから別のアクセスポイントの通信範囲に移動したときにシームレスに通信を継続する方法である。IEEE Project 802 では、それによって地球規模の連続な無線LAN環境を構築しようとしている。インマルサットは衛星を使った Broadband Global Area Network (BGAN) とされている。
IEEE が検討しているのは、物理層とデータリンク層である。Mobile IP はネットワーク層の技術であり、IETF が開発した。こちらはネットワーク媒体を問わず、移動してもコネクションを維持し続ける技術である。

### インターネットワーク
インターネットワークとは、OSI参照モデルの第3層（ネットワーク層）で動作する機器（ルーターなど）でネットワークを相互接続すること、あるいはそのように相互接続されたネットワークを指す。また、企業や団体や政府などのネットワーク間の相互接続を指す場合もある。
現在では、インターネットワークには Internet Protocol が使われる。インターネットワークは、誰が管理し、誰が参加しているかという観点で次の3つに分類される。
- イントラネット
- エクストラネット
- インターネット

イントラネットとエクストラネットは、インターネットとの接続を持つかどうかは決まっていない（定義に関係ない）。インターネットと接続される場合、イントラネットやエクストラネットはインターネット側からの正しい認証なしのアクセスを拒否するのが一般的である。

#### イントラネット
イントラネットは、単一の管理主体によって管理されているインターネットワーク（複数のネットワークを相互接続したもの）である。一般に外部に対して閉じており、特定のユーザーしかアクセスできない。企業内のネットワークがこれに当たる。

#### エクストラネット
エクストラネットは、複数のイントラネットを相互接続したインターネットワークである。イントラネットは小規模であれば単一のLANに相当することもあるが、エクストラネットは単一のLANでは構築できない。

#### インターネット
地球上の多数の政府、学界、公共、私用のネットワークを相互接続したインターネットワーク。アメリカ国防総省のARPAが開発したARPANETが母体となっている。World Wide Web の基盤でもあり、他のインターネットワークと区別するため、欧米では 'I' を大文字にして "Internet" と記される。
インターネット上のIPアドレスは、地域インターネットレジストリが管理している。サービスプロバイダや大企業はボーダ・ゲートウェイ・プロトコル (BGP) を通してアドレス範囲の到達可能性についての情報を交換している。

## 接続方法による分類
コンピュータネットワークは、個々の機器をネットワークに物理的に接続している技術によっても分類できる。それは、光ファイバー、イーサネット、無線LAN、HomePNA、電力線搬送通信などである。
イーサネットでは機器接続に物理的な配線を要する。また、関連する機器として、ハブ、スイッチ、ブリッジ、ルーターなどがある。
無線LAN技術は配線なしで機器を接続する。機器は無線通信によって接続される。

### 物理的なネットワークの規格
- ARCNET
- イーサネット
- トークンリング (Token Ring)
- FDDI
- フレームリレー
- SONET
- ATM
- ISDN
- Myrinet
- InfiniBand

## プロトコルによる分類

### ネットワークで利用されるプロトコル
| - ECHO (AppleTalk) - IPX/SPX (NetWare) - NetBEUI (NetBIOS Extended User Interface) - NetBIOS - SNA (Systems Network Architecture) - TCP/IP（インターネットプロトコル） - IPv4 - IPv6 - IP - TCP - UDP | - - IPSec - TLS/SSL - SIP - SMTP - POP - LDAP - HTTP - DHCP - DNS - TELNET - FTP - SSH - IMAP - NTP |

## ネットワークを構成する機器
ネットワークは様々な機器（ハードウェア）を相互に接続して構成される。接続には一般に何らかの配線が必要であり、ケーブル（カテゴリー5ケーブルなど）が使われることが多い。ほかに無線による接続（IEEE 802.11など）や光ケーブル（光ファイバー）による接続がある。

### ネットワークインタフェースカード
ネットワークカード（ネットワークアダプタあるいはNICとも）は、コンピュータをネットワークに接続するためのハードウェアである。ネットワーク媒体への物理的アクセスを提供し、MACアドレスなどを使った低レベルのアドレス指定機構を提供することが多い。コンピュータはネットワークカードを経由してケーブルや無線によって他のコンピュータと相互接続される。

### リピータ
リピータは、伝送路上の電子機器の一種で、信号を受信して、それを増幅するなどした上で送出する。これによって、信号はより長い距離まで到達可能となる。
リピータは物理的な信号を扱うものであり、その中身を解釈することはない。従ってOSI参照モデルで言えば、物理層で動作する機器である。単なる電気信号の増幅であるため、エラー訂正も行えない。

### ハブ
ハブには複数のポートがある。（スイッチ機能のないハブでは）ひとつのポートにパケットが到着すると、全ポートにそれがコピーされる。パケットをコピーする際に送信先アドレスは変更されず、単にそのままコピーされ全ポートに送出される。

### ブリッジ
ブリッジは、OSI参照モデルのデータリンク層（第2層）で、ネットワーク同士を接続する機器である。
ブリッジは、パケットの送信元MACアドレスを見て、MACアドレスとポートの対応関係を学習する。パケットの送信先アドレスが初めて見るものだった場合、そのパケットは送信元ポート以外の全ポートにコピーして転送される。
ブリッジは以下の3種類に分類される。
1. ローカルブリッジ: LAN同士を直接接続するもの
2. リモートブリッジ: LAN間をWAN接続するブリッジ。WAN側がLAN側より低速な場合は、ルーターが使われることが多い。
3. 無線ブリッジ: ルーター機能のない無線LANアクセスポイント

### スイッチ
スイッチはマーケティング要素が強い用語であり、ルーターやブリッジ、負荷分散機能のある機器などを包含する。OSI参照モデルの様々な層に対応するスイッチがあり、物理層、データリンク層（スイッチングハブ）、ネットワーク層（レイヤ3スイッチ）、トランスポート層（レイヤ4スイッチ）がある。複数層に同時に対応するスイッチは「多層スイッチ」などと呼ばれる。
「スイッチ」の意味するものが多岐にわたるため、ネットワークを理解しようとしたときにそこで最初に躓くことが多い。特に多層スイッチは、よく理解せずに使いこなすことは困難である。

### ルーター
ルーターは、パケットのヘッダ部の情報と転送テーブルを使って、最適の転送経路を判断してデータを転送する機器である。

## 機能的関連性（ネットワークアーキテクチャ）による分類
別の分類法として、ネットワークによって接続される各要素間の機能的関連性に着目した分類もある。例えば、クライアントサーバモデルや Peer to Peer アーキテクチャやStorage Area Networkなどがある。

### ネットワークを利用して構築されるコンピュータシステム
- 並列コンピューティング
- スーパーコンピュータ
- グリッド・コンピューティング
- コンピュータ・クラスター
- サーバロードバランス
- SSLオフロード
- サーバファーム

## ネットワークトポロジーによる分類
コンピュータネットワークは、リング型、メッシュ型、スター型、バス型、ツリー型、複合型などのネットワーク構成によっても分類される。
ネットワークトポロジーは、ネットワーク内の自律機器が相互の論理関係を見る方法を意味している。すなわち、ネットワークトポロジーはネットワークの物理的構成とは独立している。ネットワークが物理的にはバス状に配置されていたとしても、ハブによって接続されているなら、そのネットワークのトポロジーはバス型というよりもスター型である。そういった意味でネットワークの見た目と操作的特徴は区別される。論理ネットワークのトポロジーは物理配置と同じとは限らない。

## ネットワークの階層
一般的なネットワークの階層は、アクセス・ネットワーク、コア・ネットワーク、配布ネットワークで構成されている：

### アクセス・ネットワーク
アクセス・ネットワークとは、ユーザーが、家庭やオフィスからパソコンなどでインターネットを利用する場合に、パソコンを直接的に接続する（アクセスする）ネットワーク。具体的には、ユーザー宅からインターネット・プロバイダ（ISP）までの間のネットワークのことを指す。
このアクセス・ネットワークには、以前は公衆電話網やサービス総合デジタル網などが利用されていたが、最近では、より高速化したアクセスネットワークとしてCATVやADSL、FTTHなど有線系のネットワークが広く普及している。また、最近では無線アクセスネットワークとして無線LANあるいはモバイル（3G/3.5G）が普及しており、さらにWiMAXなどもアクセス・ネットワークとして登場しはじめた。

### コア・ネットワーク
コア・ネットワークとは、ネットワークが通信の中枢として用いる大容量の通信回線のことである。コアネットワークとは「背骨」の意味で、通信を行う際に最も重要となる、いわば回線網の屋台骨であるといえる。
コア・ネットワークは、主にインターネットサービスプロバイダー（ISP）が他のISPと接続する接続拠点などが相当する。ISPのサーバーのような通信容量に耐えることができるように、コアネットワークには光ファイバー回線が採用されている場合が多い。ISPの接続拠点のような大規模なものでなくても、例えば大学内のネットワークで主要な回線の役割りを果たしている通信回線回線などを指してコアネットワークと呼ぶ場合もある。
レンタルサーバ業者などは多くの場合、レンタルサーバー選定の1つの目安として、自社で使用している基幹回線の通信許容量を公開している。インターネットの普及とコンテンツのリッチ化に伴って通信容量は常に増大しているため、各所のコアネットワークはひんぱんに強化されている。
ユーザーのパソコンから相手に送られる送信データは、ADSLやFTTHなどのアクセス・ネットワークを通してこのコア・ネットワーク（中核ネットワーク）に集められ、処理され、送信先に届けられる。コア・ネットワークは、大容量のデータを扱うため、基幹通信ネットワーク、あるいはバックボーン・ネットワーク（Backbone Network、人間の背骨のような太いネットワーク）ともいわれる。

### 配布ネットワーク
配布ネットワークはデータを受け取り、それをユーザーに配送する、相互接続された保管施設と輸送システムのグループである。直接または小売ネットワークを介して、製造業者から最終顧客に製品を届けるのは中間点である。今日の消費者の即時満足社会では、高速で信頼性の高い配布ネットワークが不可欠である。

## ネットワークの補助的要素
ネットワークを運用し続け、障害を診断し、問題に対処するには、様々な補助的装備が必要となる。

### 電力供給など
個々のネットワーク機器には電圧や電流の急変への対策（サージプロテクタ）を設置することがある。例えば、雷サージは機器にダメージを与えるため（場合によっては人間にも危険である）、サージプロテクタで短絡させるなどの対策を施して安全なレベルになるようにする。
さらに、停電に対処するため、無停電電源装置を設置する場合もある。無停電電源装置には、小型のバッテリーから自家発電設備まで様々なものがある。
2台のコンピュータを相互接続した単純なネットワークでも、通信が失敗する要素はいくつか存在する。主な単一故障点は、ネットワークカードとケーブルである。大規模なネットワークでも、注意深く設計しないとネットワークが機能しなくなるような単一故障点が多数潜在することになる。機能し続けることが重要なネットワークでは、単一故障点がないよう設計することが重要である。カーネギーメロン大学の Software Engineering Instituteの調査によれば、ネットワークがダウンする主な要因は次の通りである。
1. 攻撃: 物理的な破壊やクラッキングによる妨害行為。
2. 障害: 人間がコマンドを間違えて入力した場合、ネットワーク機器のソフトウェアのバグ、部品の故障、システム設計上予期していなかった使い方によるものなど。
3. 事故: ネットワーク機器にコーヒーをこぼした場合から自然災害や戦争によるデータセンターの破壊まで様々である。この対策としては、冗長化が基本であり、さらに遠隔地に予備システムを配置する必要がある

### 機器の監視と診断
ネットワークは、その重要性や運用者のスキルによっては、各種性能測定/診断機器を一時的または永久的に接続する。例えば、企業やISP向けのルーターやブリッジは通信履歴やエラー履歴を保持する機能を持つことが多い。
診断機器の最も単純な形態としては、ネットワーク機器の予備を用意しておくだけである。故障したと思われる機器を予備と置換して障害が解消した場合、その機器に問題があると診断できる。これを洗練させると（コストはかかるが）、予備の機器で故障した機器を自動的に置換する方式になる。RFC 3768に示されている Virtual Router Redundancy Protocol (VRRP) などを使えば、ネットワーク障害をコンピュータから見て透過的にすることができる。

## 仮想化
Open Networking Foundation（ONF）は、従来のコンピュータや機械をつないだネットワークアーキテクチャの4つの一般的な制限を挙げている：外部ソフトからの操作が許可されて複雑、一貫性のないポリシー、スケーリングできないこと、情報通信企業依存。今後の時代はネットワークを仮想化し、抽象的に考える時代である。つまり、時間の経過とともに、ネットワーク仮想化(NFV)とソフトウェア定義ネットワーク(SDN)は緊密に相互運用され、ネットワーク機器とネットワークベースのリソースを抽象化してプログラムで制御するための幅広い統合ソフトウェアベースのネットワーキングアプローチを提供することになる。

## ネットワーク符号化
近年、複数の配送経路を持つネットワーク上で行なわれる通信に対して、全体としての通信容量をうまく増やす技法として「ネットワーク符号化（ネットワークコーディング）」が注目されている。
- トレイシー・ホー、デズモンド・S・ラン：「ネットワークコーディング」、 東京電機大学出版局、ISBN 978-4-50154830-8 (2010年9月).
- 銭飛：「ネットワーク符号化の基礎：初歩から学ぶネットワークコーディング」、森北出版、ISBN 978-4-62785241-9 (2015年5月22日).
- 松田崇弘、滝根哲哉：「ネットワークコーディングの技術動向」
- 安永憲司：「研究紹介 ネットワーク符号化」、2008年5月某日
- 井關裕介、沖野浩二、村山立人：「動的システムのためのネットワーク符号化」、第9回情報ネットワーク科学研究会